# 索菲亞猶太會堂

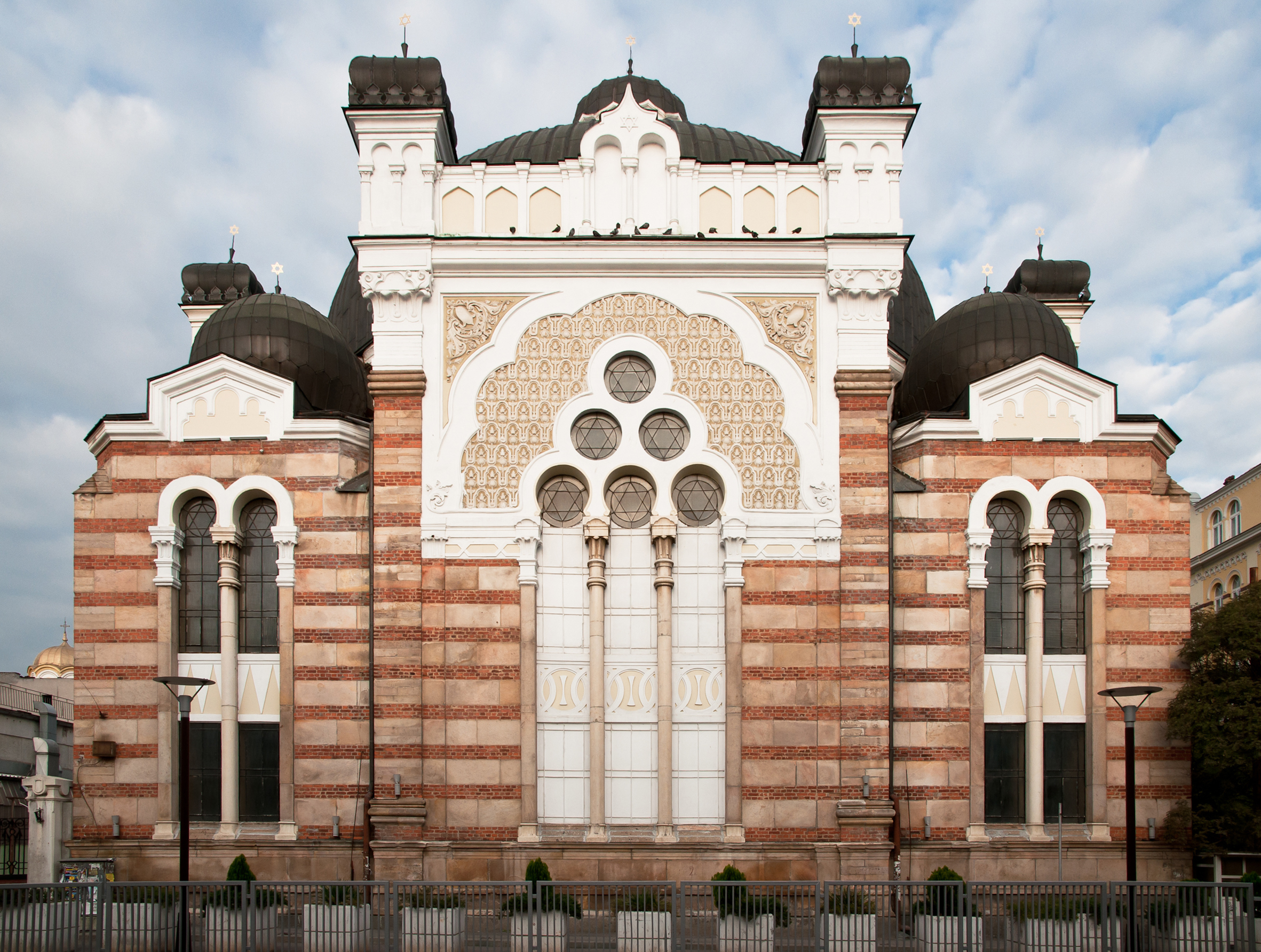
索非亞猶太會堂

42°42′0″N 23°19′16″E / 42.70000°N 23.32111°E
索菲亞猶太會堂是東南歐最大的猶太會堂，也是保加利亞的兩座猶太會堂之一（另外一座位於普羅夫迪夫），並且是歐洲第三大猶太會堂。索菲亞猶太會堂與1903年開始興建，在1909年竣工。

## 外部連結
- Sofia Synagogue website （页面存档备份，存于） （保加利亚文） （英文）
- Historical photographs of the Sofia Synagogue （页面存档备份，存于）